# Zygmunt Boryczka
Zygmunt Jerzy Boryczka (ur. 2 maja 1935 w Kruczu, zm. 5 lipca 1994) – polski polityk, agronom, poseł na Sejm PRL VI kadencji.

## Życiorys
Syn Franciszka i Anny. W 1960 wstąpił do Zjednoczonego Stronnictwa Ludowego. Jako agronom pracował w Dobromierzu. Był też inspektorem w Stowarzyszeniu Plantatorów i Przetwórstwa Roślin Okopowych w Głogowie, a potem kierownikiem Powiatowej Stacji Ochrony Roślin w Słubicach.
Pochowany na cmentarzu komunalnym w Słubicach.